# Thomas Lupton
Thomas Lupton (fl. en 1572 - 1584) était un dramaturge anglais de la période élisabéthaine, auteur de moralités et de quelques livres d'inspiration religieuse et politique. Il a également écrit des poèmes.

## Biographie
Ce controversiste politique et religieux n'apparaît dans l'histoire que comme auteur de six à sept livres et de quelques compositions littéraires secondaires. Toutefois, l'ensemble de ses œuvres permet de cerner sa personne. Son nationalisme moraliste et son aversion pour une économie basée sur l'argent transparaissent dès ses premières œuvres. Il rejoint Barnabe Googe (en) et Thomas Churchyard (en), lorsqu'ils réclament une action urgente contre les ennemis de l'Angleterre.
Il expose aussi un plan d'assurance nationale, qui, non seulement contribuerait à la réparation des ponts effondrés et des défenses côtières détruites, mais également demanderait aux riches et aux nobles de verser une contribution annuelle servant à aider les indigents et les malades.

## Œuvres

### All for Money
Le titre complet de cette pièce est : A Moral and Pitieful Comedie intituled All for Money. Plainly representing the Manners of Men and Fashions of the World nowe-a-dayes (une comédie morale et pitoyable, intitulée « Tout pour l'argent », dépeignant clairement les mœurs des hommes et les manières d'aujourd'hui), publiée à Londres en 1578, 4to (b.l.).
Pour John Payne Collier, c'est l'une des moralités tardives les plus élaborées, comptant pas moins de trente-deux personnages, sans que l'on sache comment se faisait la répartition entre les acteurs certainement en nombre inférieur. Conformément à ce genre, qui met en scène beaucoup de personnages allégoriques, on retrouve classiquement le diable (Satan), accompagné par plusieurs vices : Péché, Gloutonnerie, Fierté, Plaisir. Les vertus sont également présentes : Vertu, Humilité, Charité et Remontrance divine. Les plus nombreux sont les personnages allégoriques propres au sujet de la pièce : Argent, Sans argent, Savoir avec argent, Savoir sans argent, Tout pour l'argent, etc. Il y a enfin quelques personnages réels : William, Aychol, sir Laurence, Mother Crooke et même des personnages historiques comme Judas et Dives, le mauvais riche de la parabole de Lazare. L'auteur s'attaque aux différentes formes de l'avarice, la page de titre qualifiant la pièce de « pitoyable comédie », et le prologue de « plaisante tragédie », sans que le texte puisse faire pencher vers l'une ou l'autre catégorie, montrant que l'auteur n'a que de vagues connaissances attachées à ces mots. 
Cet ouvrage est de forte inspiration puritaine, employant « l'artillerie lourde » contre cette forme de vice. Les souffrances éternelles de Judas et de Dives, qui ont péché par l'argent, doivent constituer un avertissement pour tous.

### A Thousand Notable Things of Sundry Sortes
Le titre complet de cette pièce est A Thousand Notable Things of Sundry Sortes. Whereof some are wonderfull, some straunge, some pleasant, diuers necessary, a great sort profitable, and many very precious. (« Un millier de choses diverses et remarquables. Certaines sont merveilleuses, d'autres étranges, plusieurs nécessaires, un bon nombre profitables et de nombreuses très précieuses. »), publiée au Signe du berceau, Lumbard Street en 1579.
C'est un de ses ouvrages qui l'ont fait le plus connaître, puisqu'il a été édité de nombreuses fois, en 1595, en 1599, puis à divers intervalles jusqu'en 1793. Cet ouvrage est principalement composé de divers types de recettes et de panacées énigmatiques et grotesques. Par exemple, dans le cas d'une dent douloureuse, l'auteur recommande un certain ver avec de nombreuses pattes, « que d'aucuns appellent un pou de porc », qui doit être percé avec une aiguille, puis de toucher la dent malade avec cette aiguille, ce qui fera cesser immédiatement la douleur. Il rapporte aussi des remèdes contre les piqûres de vipère et les morsures de chien.

### Sivqila. Too good to be true
Sivqila. Too good to be true … Herein is shewed by Dialogue the wonderful manner of the people of Mauqsun, with other talk not frivolous (« Sivqila. Trop beau pour être vrai. Dans lequel on montre grâce aux dialogues les mœurs merveilleuses des habitants de Mauqsun, ainsi que d'autres discussions non frivoles »).
Cet ouvrage s'inspire de l'Utopia de Thomas More. Une communauté idéale, appelée Mauqsun (le mot latin « nusquam » inversé, c'est-à-dire nulle part), est décrite par un certain Omen (nemo : personne) et mise en parallèle avec Ailgna (Anglia : Angleterre). À Mauqsun, la dévotion est maintenue grâce à une surveillance permanente et à des punitions sévères, évitant ainsi les récidives tolérées en Angleterre.
La seconde partie de Sivqila est parfois citée comme une source possible de Mesure pour mesure de William Shakespeare.

### A Persuasion from Papistrie
Cet ouvrage est décrit en page de titre comme ayant été écrit principalement à l'encontre des papistes anglais, obstinés, déterminés et désobéissants, qui y sont nommés et y sont montrés comme les pires ennemis de l'Angleterre.

### The Christian against the Jesuists
Cet ouvrage est une réponse au livre de Robert Persons A Discovery of J. Nichols Minister Misrepresented a Jesuit, qui, entre autres, disqualifiait le livre précédent de Lupton A Persuasion from Papistrie.

### A Dreame of the Devill and Dives
Ouvrage qualifié de terrible et de terrifiant pour les serviteurs de Satan, mais tout à fait agréable et acceptable pour les enfants de Dieu. Licencié le 6 mai 1583, ce livre est imprimé en 1584 par Henry Car.

## Source principale
- Article « Thomas Lupton » du Dictionary of National Biography (Wikisource)